# Financial Times
Il Financial Times (FT)  è un quotidiano economico-finanziario britannico di proprietà della holding giapponese Nikkei, specializzato in cronaca finanziaria e analisi dell'attualità economica. Ha sede a Londra e uffici editoriali in Gran Bretagna, Stati Uniti ed Europa continentale.
Pubblicato su carta di color salmone, è affiancato periodicamente da una rivista di lifestyle (FT Magazine), dall'edizione del fine settimana (FT Weekend) e da alcune pubblicazioni settoriali. Il FT pubblica inoltre una varietà di indici azionari, tra cui il FTSE All-Share.
Originariamente rivolto agli operatori finanziari della City londinese, dalla fine del XX secolo gli approfondimenti e l'analiticità del suo giornalismo ne hanno legato il nome a un pubblico globale di colletti bianchi e di lettori istruiti. Secondo una rilevazione Ipsos del 2020, il Financial Times risulta il marchio mediatico più affidabile al mondo e la più importante testata economica europea.

## Storia

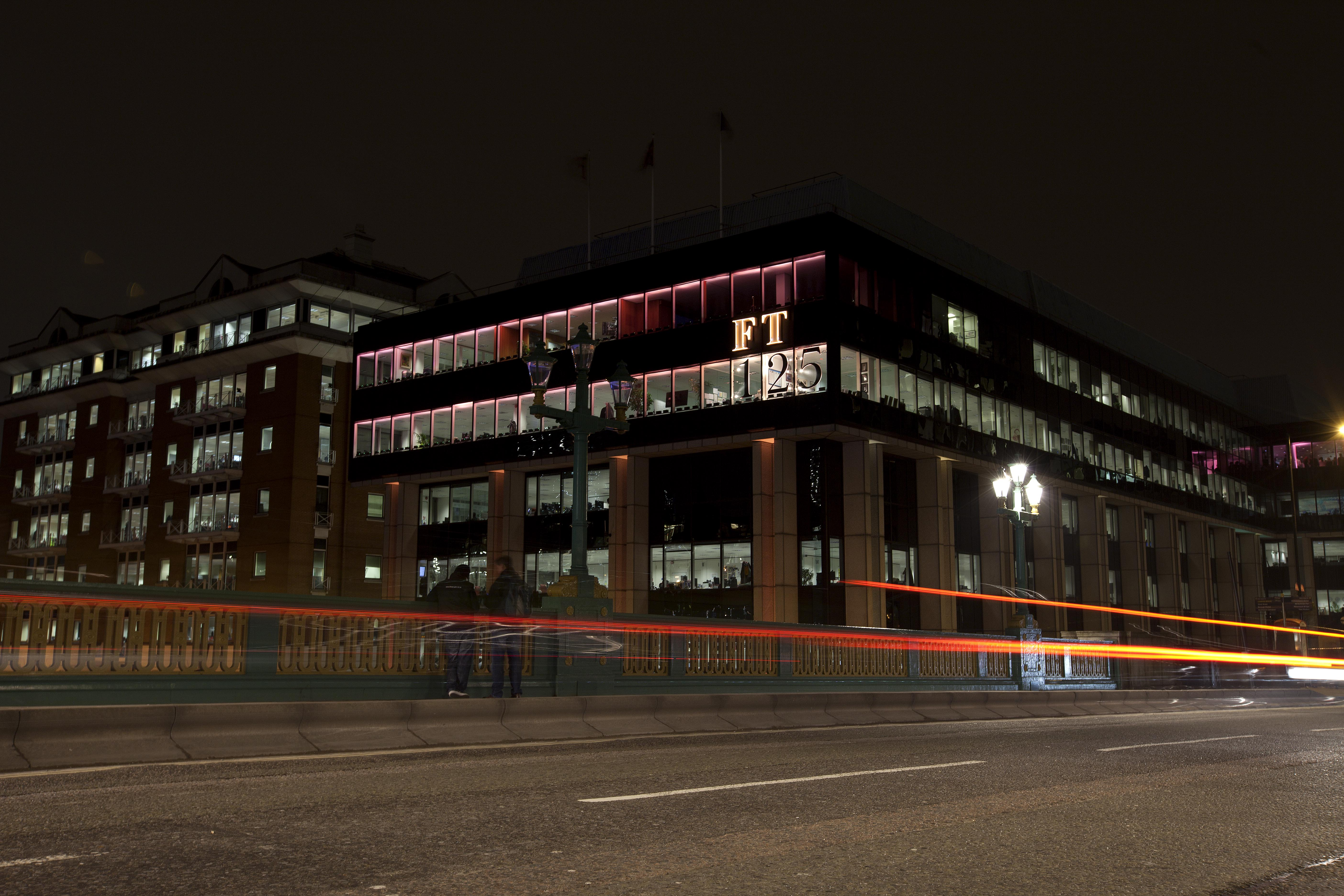
Sede del Financial Times nel quartiere londinese di Southwark

La pubblicazione venne fondata il 9 gennaio 1888 come London Financial Guide, ma il 16 febbraio dello stesso anno venne rinominata Financial Times. Il giornale consisteva di sole quattro pagine ed era rivolto alla comunità finanziaria della City di Londra, un mercato che dovette contendere al quotidiano rivale Financial News (fondato nel 1884). Proprio per distinguersi dall'assonante Financial News, il 2 gennaio 1893 il FT iniziò a venire stampato su carta rosa chiaro. Dopo 57 anni di rivalità, tuttavia, nel 1945 Brendan Bracken accorpò le due pubblicazioni finanziarie londinesi per formare un unico giornale di sei pagine.
Con l'incremento del commercio internazionale e dei flussi di capitale transfrontalieri durante gli anni '70, il FT iniziò un percorso di espansione globale, facilitato dagli sviluppi della tecnologia e dalla crescente accettazione dell'inglese come lingua internazionale degli affari. Il giornale decise pertanto di affiancare alla tradizionale analisi finanziaria una serie di editoriali, reportage speciali, vignette politiche, lettere dei lettori, recensioni di libri, articoli di tecnologia e contributi sulla politica internazionale. Il 1º gennaio 1979 a Francoforte venne stampata la prima edizione del FT fuori dal Regno Unito, indirizzata all'Europa continentale; l'edizione statunitense vide invece la luce nel luglio 1985. Da allora, con una maggiore copertura internazionale, il Financial Times è diventato un giornale globale, stampato in 22 località con cinque edizioni internazionali per coprire il Regno Unito, l'Europa continentale, gli Stati Uniti, l'Asia e il Medio Oriente.
Dal 1957 al 2015 la testata è stata di proprietà del gruppo editoriale Pearson che l'ha poi venduto al gruppo giapponese Nikkei per 844 milioni di sterline (circa 1,3 miliardi di euro).

## Caratteristiche
Il FT è diviso in due sezioni. La prima si occupa dell'attualità nazionale e internazionale, contenendo inoltre editoriali sulla politica e sull'economia. La seconda sezione è invece costituita da dati finanziari e notizie su aziende e mercati. Nonostante sia generalmente considerato principalmente un giornale finanziario, il quotidiano contiene anche annunci televisivi, meteo e altri articoli più informali.

### La rubricaLex
La rubrica Lex è una striscia quotidiana nella pagina posteriore della prima sezione, che presenta analisi e opinioni sull'economia e sulla finanza globale. Nota per esplicitare la "linea editoriale" del FT (o di singoli editorialisti) su diverse questioni, è apparsa per la prima volta nell'edizione del 1º ottobre 1945.
Lex può vantare alcuni autori illustri che hanno poi fatto carriera nel mondo degli affari e della politica, tra cui i parlamentari conservatori Nigel Lawson e Jo Johnson.

## Supplementi
Dal 2003, il Financial Times in Regno Unito e Irlanda ha un supplemento chiamato FT Magazine. Viene pubblicato il sabato e ha articoli riguardanti eventi di tutto il mondo, politica e arte.

## Posizione editoriale

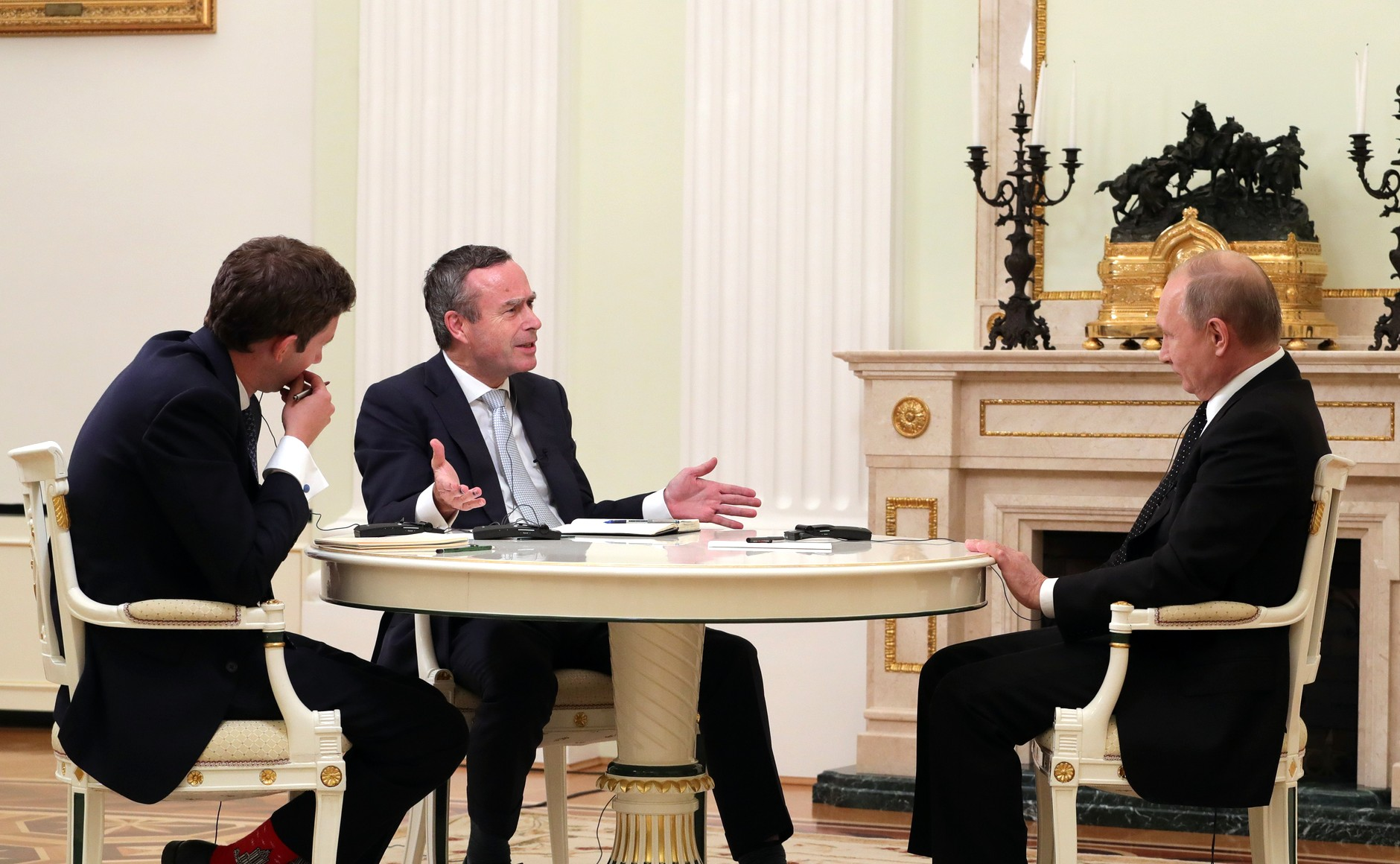
Vladimir Putin intervistato dal FT nel 2019

Il Financial Times sostiene il libero mercato ed è a favore della globalizzazione, così come delle politiche globaliste. Durante gli anni '80 il quotidiano ha appoggiato le misure monetariste di Margaret Thatcher e Ronald Reagan. Ha tuttavia sostenuto anche il Partito Laburista, ad esempio alle elezioni del 1992 sotto la guida di Neil Kinnock. Gli editoriali del Financial Times tendono ad essere pro-europei, sostenendo l'Unione europea quale mercato economico comune ma opponendosi all'unione politica. In materia di politica estera, il FT si è opposto fermamente alla guerra in Iraq.

### Sostegno elettorale alle elezioni britanniche
- 1979 — Margaret Thatcher (Partito Conservatore)
- 1983 — Margaret Thatcher (Partito Conservatore)
- 1987 — Margaret Thatcher (Partito Conservatore)
- 1992 — Neil Kinnock (Partito Laburista)
- 1997 — Tony Blair (Partito Laburista)
- 2001 — Tony Blair (Partito Laburista)
- 2005 — Tony Blair (Partito Laburista)
- 2010 — David Cameron (Partito Conservatore)
- 2015 — David Cameron (Partito Conservatore)
- 2017 — Theresa May (Partito Conservatore)
- 2019 — nessun sostegno[15]

### Sostegno elettorale alle elezioni statunitensi
- 2008 — Barack Obama (Partito Democratico)
- 2012 — Barack Obama (Partito Democratico)
- 2016 — Hillary Clinton (Partito Democratico)
- 2020 — Joe Biden (Partito Democratico)

## Lettori
Secondo la Global Capital Markets Survey, che misura le abitudini di lettura tra i decisori più esperti delle principali istituzioni finanziarie al mondo, il Financial Times è considerato la più importante pubblicazione sul mondo degli affari, raggiungendo il 36% della popolazione campione (l'11% in più del Wall Street Journal). Inoltre, il FT viene considerata la testata più credibile nel riportare le questioni finanziarie ed economiche ad opinione degli investitori professionali.

## Direttori
1889: Douglas MacRae
1890: William Ramage Lawson
1892: Sydney Murray
1896: A. E. Murray
1909: C. H. Palmer
1924: D. S. T. Hunter
1937: Archibald Chisholm
1940: Albert George Cole
1945: Hargreaves Parkinson
1949: Sir Gordon Newton
1973: Fredy Fisher
1981: Sir Geoffrey Owen
1991: Richard Lambert
2001: Andrew Gowers
2006: Lionel Barber
2020: Roula Khalaf

## Controversie

### Accuse di manipolazione del mercato in Germania
Nel gennaio 2019, il FT ha pubblicato una serie di articoli investigativi che descrivevano in dettaglio una sospetta frode compiuta dal gruppo di pagamento tedesco Wirecard. Quando il prezzo delle azioni Wirecard iniziò a crollare, i media tedeschi ipotizzarono che dietro all'attacco ci fosse una manipolazione del mercato, additata all'autore principale dell'inchiesta, il reporter Dan McCrum. La Procura della Repubblica di Monaco di Baviera avviò successivamente un'indagine. I sospetti sollevati dagli articoli del FT si sono però rivelati veri: a causa di un buco di 1,9 miliardi di euro, il 25 giugno 2020 Wirecard ha infatti presentato istanza di fallimento, avviandosi verso la bancarotta.